# Dog Eat Dog
«Dog Eat Dog» es una canción de la banda australiana de hard rock AC/DC. Es el segundo tema de su álbum de estudio Let There Be Rock, lanzado a la venta en 1977 y fue escrito por Angus Young, Malcolm Young y Bon Scott.
La canción fue publicado como sencillo en Australia incluyendo al tema «Carry Me Home» como lado B. AC/DC tocó «Dog Eat Dog» durante la primera etapa del Black Ice World Tour desde 2008 hasta principios de 2010 cuando fue eliminada de la lista y reemplazada por la melodía «High Voltage».

## Lista de canciones
Todas las letras escritas por Angus Young y Malcolm Young, toda la música compuesta por AC/DC. 
| Lanzamiento promocional |        |          |  |
| N.º                     | Título | Duración |  |

## Producción

### Personal
- Bon Scott – voz.
- Angus Young – guitarra principal.
- Malcolm Young – guitarra rítmica.
- Mark Evans – bajo.
- Phil Rudd – batería.

### Productores
- Harry Vanda - productor.
- George Young - productor.